# Jack Doohan
Jack Doohan (Gold Coast, 20 gennaio 2003) è un pilota automobilistico australiano.
In monoposto è diventato due volte vice-campione della Formula 3 asiatica e una volta del Campionato FIA di Formula 3, mentre nel 2023 ha chiuso terzo in Formula 2.

## Biografia
Jack è figlio di Michael Doohan, cinque volte campione nel Motomondiale.

## Carriera

### Kart
All'età di tre anni ricevette come regalo da Michael Schumacher il suo primo kart e a 12 anni inizio a competere a livello agonistico. Nel 2015 e 2016 ha vinto due volte il Campionato Australiano di Kart, mentre nel 2017 è arrivato sesto nel Campionato del Mondo CIK-FIA e terzo nel Campionato Europeo Karting CIK-FIA dietro a Jonny Edgar e Harry Thompson.

### Primi anni in Monoposto

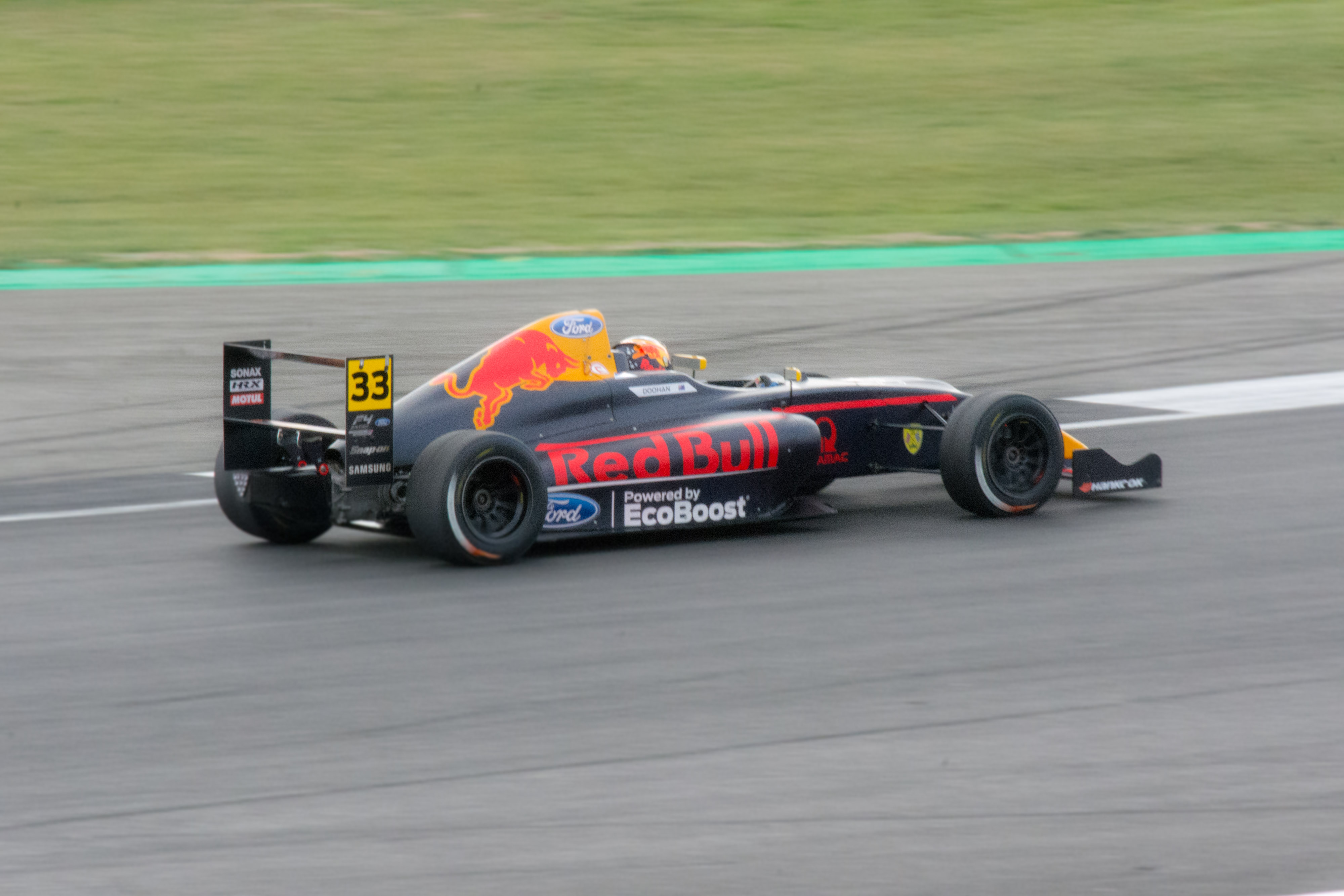
Jack Doohan sul Circuito di Silverstone.

Nel 2018 Doohan esordisce in monoposto, si iscrive al campionato di Formula 4 Britannica con il team di Christian Horner, Arden. Si dimostra subito competitivo, vincendo tre gare e arriva a podio altre nove volte, chiudendo quinto in classifica finale e primo tra i Rookie. Sempre nello stesso anno, l'australiano partecipa con il team Prema Theodore Racing alcune gare del campionato italiano di Formula 4 e della Formula 4 tedesca. Dopo aver preso parte alla Winter serie, MRF Challenge Formula 2000 nel 2019 prende parte alla Euroformula Open con il team Double R Racing, dove ottiene due podi. 
Sempre nello stesso anno prende parte al Campionato FIA di Formula 3 asiatica con il team Hitech Grand Prix. Vince cinque gare ed arriva 13 volte a podio, chiudendo secondo a venticinque punti di distacco da Ukyo Sasahara. L'anno seguente si iscrive nuovamente al campionato asiatico con il team irlandese Pinnacle Motorsport. Anche in questa stagione vince cinque gare e chiude ancora da vice campione dietro a Joey Alders.

### Formula 3

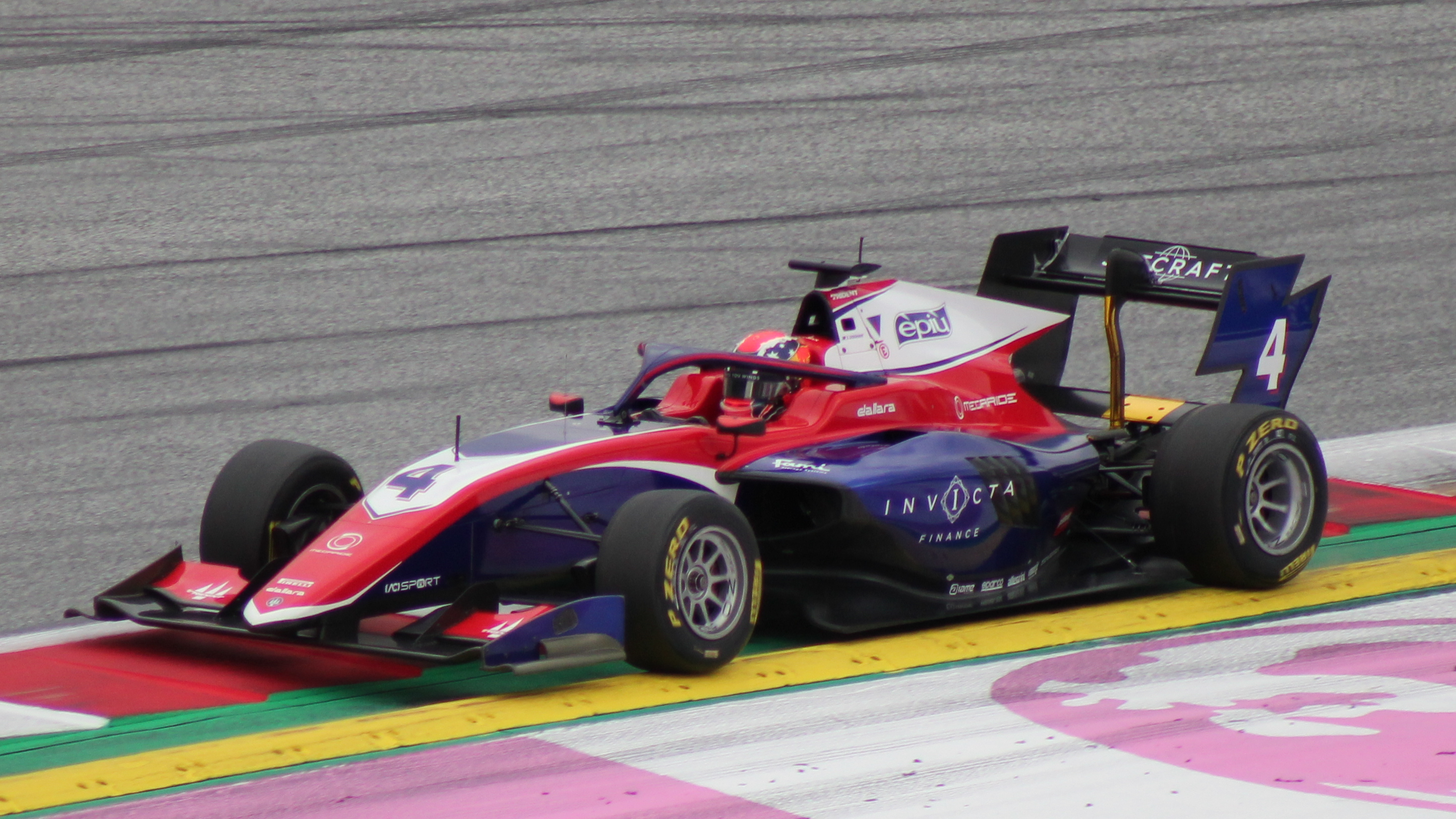
Doohan con il team Trident nel 2021.

Nel 2020 Doohan viene ingaggiato dal team HWA Racelab per correre il campionato di Formula 3, in squadra con Jake Hughes e Enzo Fittipaldi. Non conquista punti in nessuna gara, ottenendo come miglior piazzamento un 11º posto nella gara-2 del Mugello e chiude 26º in classifica.
Nel 2021 passa al team italiano Trident con Clément Novalak e David Schumacher. Nella terza gara di Barcellona arriva secondo dietro a Dennis Hauger conquistando così il primo podio nella categoria. Nella gara principale al Paul Ricard Doohan vince su pista bagnata battendo il pilota della Prema Dennis Hauger. Nella prima gara in Austria finisce settimo ma grazie le penalità di altri piloti sale fino al terzo gradino del podio. Si ripete in gara 3 all'Hungaroring con un altro terzo posto. Doohan conquista la sua prima pole nella categoria in Belgio davanti a Victor Martins, sul bagnato. Il giorno seguente vince sia gara-2 sia gara-3, avvicinandosi al leader della classifica Hauger.
Nell'ultimo round a Soči conquista la sua seconda pole position davanti al compagno di team Clément Novalak, dopo una prima gara deludente e la seconda cancellata per pioggia vince gara-3 davanti a Frederik Vesti conquistando il titolo team con Trident e finendo secondo in classifica piloti dietro al campione Dennis Hauger.

### Formula 2
Concluso il campionato di Formula 3 Doohan ha l'opportunità di salire in Formula 2 correndo gli ultimi due round della stagione 2021 di Formula 2 con il team MP Motorsport in sostituzione di Richard Verschoor. Ottiene i suoi primi punti nella categoria nella seconda gara di Gedda, giungendo quinto. Nelle qualifiche di Yas Marina ottiene un ottimo secondo posto.

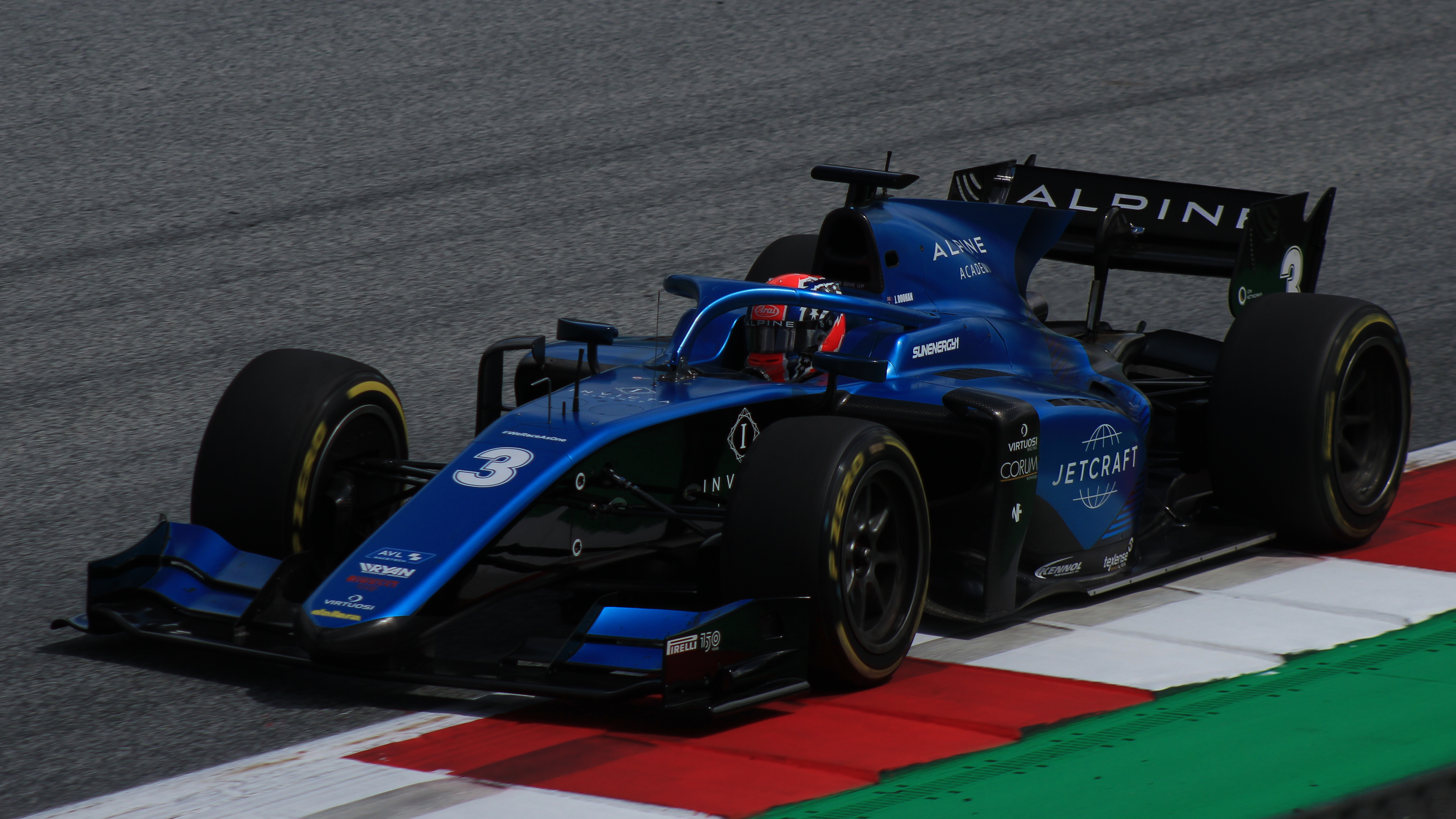
Doohan nel 2022 alla guida della Dallara F2 2018 del team Virtuosi

Il 13 dicembre 2021 il team Virtuosi Racing annuncia l'ingaggio di Doohan e del giapponese Marino Sato per la stagione 2022 della Formula 2. In Bahrain, nella prima qualifica della stagione conquista subito la pole position, ma in gara chiude solo decimo dopo un incidente con Théo Pourchaire che l'ha costretto a un cambio alettone. A Barcellona conquista la sua seconda pole, in gara chiude secondo in gara dietro a Felipe Drugovich. Nella Sprint Race di Silverstone ottiene la su prima vittoria nella serie. La sua seconda vittoria arriva sempre in una Sprint Race, l'australiano riesce al Hungaroring davanti ad Enzo Fittipaldi. La sua terza vittoria stagione arriva nella Feature Race di Spa dove batte Felipe Drugovich. Doohan chiude la stagione sesto posto in classifica generale e terzo tra i Rookie.
Per la stagione 2023, Doohan viene confermato dal team Virtuosi dove viene affiancato da Amaury Cordeel. Il pilota australiano ottiene un ottimo secondo posto nella Feture di Jeddah e un terzo posto nella Sprint di Silverstone. Il pilota australiano ottiene due vittorie consecutive nelle Feture Race, la prima al Hungaroring, dopo essere partito dalla pole e la seconda a Spa. La sua terza vittoria stagionale arriva nel ultima gara ad Abu Dhabi. A fine stagione Doohan chiude al terzo posto in classifica, dietro Théo Pourchaire e Frederik Vesti.

### Formula 1
Dal 2017 al 2021 viene supportato dal Red Bull Junior Team, mentre nel 2022 entra nella Alpine Academy. Nel giugno 2022, sul Circuito di Lusail in Qatar, Doohan ha il suo primo assaggio di Formula 1, guidando l'Alpine A521. Nel settembre dello stesso anno Doohan partecipa al maxi-test organizzato dal team Alpine al Hungaroring insieme a Nyck de Vries, Nicolas Hülkenberg, Antonio Giovinazzi e Colton Herta. Doohan ha anche la possibilità di guidare l'Alpine A522 nelle prove libere del Gran Premio di Città del Messico ,nel Gran Premio di Abu Dhabi e nei test post stagionali.
Per la stagione 2023 di Formula 1, Doohan diventa terzo pilota del team francese. L'australiano è sceso in pista, durante il primo turno di prove libere, nel Gran Premio di Città del Messico e nel Gran Premio di Abu Dhabi con l'Alpine A523. Per la stagione seguente ricopre sempre il ruolo di terzo pilota e scende in pista al posto di Esteban Ocon nella prova libera del Gran Premio del Canada. Anche nel Premio di Gran Bretagna ha la possibilità di scendere in pista con la vettura francese.

#### 2024: debutto anticipato in Alpine
Il 23 agosto 2024 viene ufficializzato il suo ingaggio con la Alpine F1 Team al fianco di Pierre Gasly, diventando così pilota ufficiale del team transalpino per la stagione 2025. A sorpresa il suo esordio in Formula 1 viene anticipato, l'australiano prende poi il posto di Ocon già dal Gran Premio di Abu Dhabi, ultimo round della stagione 2024. In questo appuntamento si piazza ventesimo in qualifica (scalando in diciassettesima per alcune penalità degli altri piloti) mentre in gara chiude quindicesimo.

#### 2025: stagione da rookie

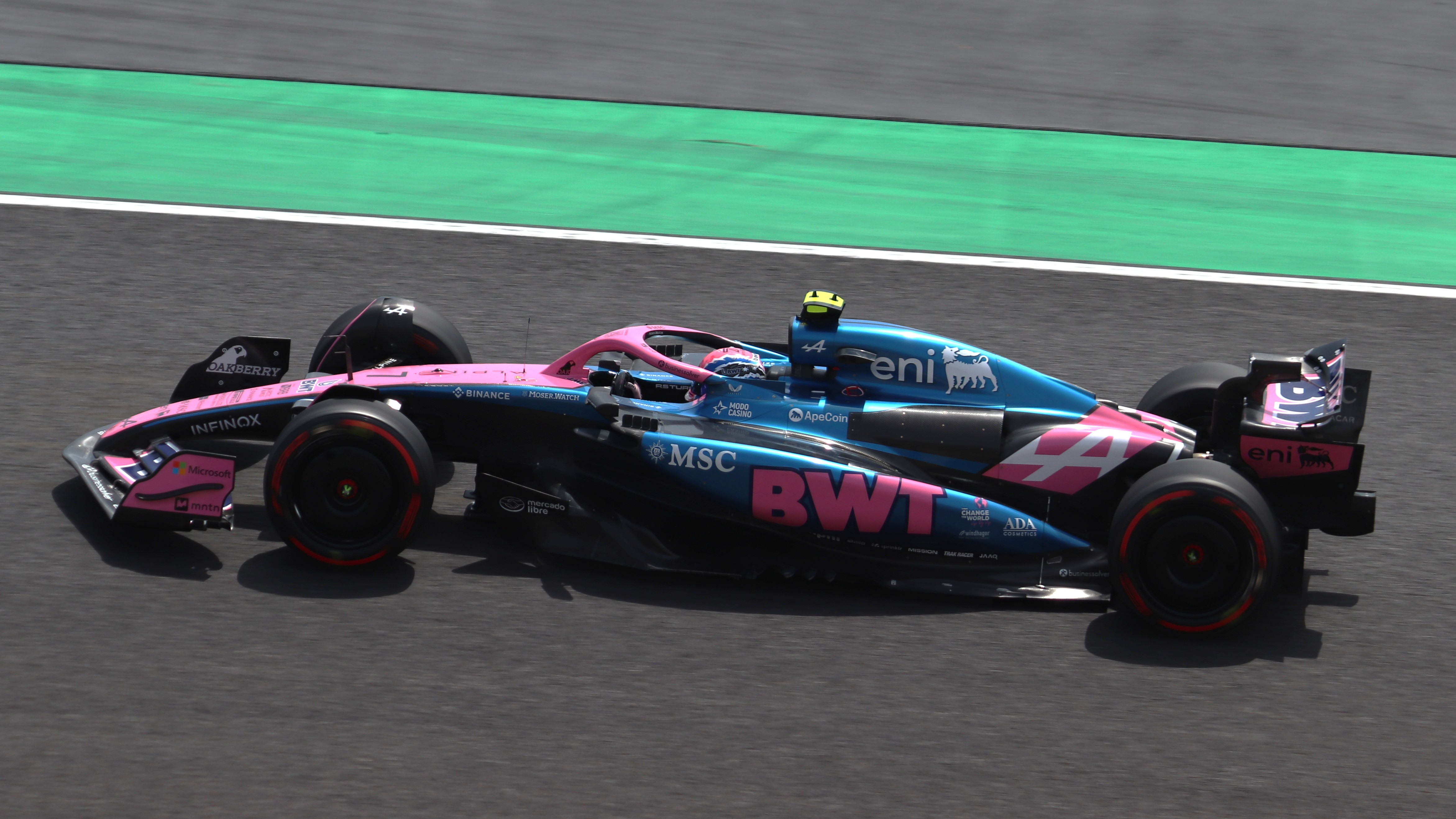
Doohan alla guida dell'Alpine A525 nel Gran Premio del Giappone del 2025.

All'inizio della stagione 2025, Doohan debutta a tempo pieno in Formula 1, venendo ingaggiato come seconda guida del team francese, affiancando Pierre Gasly. La stagione inizia con un ritiro in Australia. Doohan, che si trova suo malgrado coinvolto in una squadra dalla situazione societaria già precaria di suo, non riesce ad incidere alla guida della macchina, raccogliendo come miglior risultato un 13º posto in Cina ed un ulteriore ritiro nel Gran Premio di Miami, il 7 maggio 2025, l'Executive Advisor del team Flavio Briatore, decide di sostituirlo per cinque gare, rimpiazzandolo con il terzo pilota, l'argentino Franco Colapinto, e retrocedendolo a pilota di riserva.

## Risultati

### Riassunto della carriera
| Stagione | Categoria                  | Team                  | Gare                        | Vittorie                    | Pole                        | GPV                         | Podi                        | Punti                       | Pos.                        |
| -------- | -------------------------- | --------------------- | --------------------------- | --------------------------- | --------------------------- | --------------------------- | --------------------------- | --------------------------- | --------------------------- |
| 2018     | Formula 4 Britannica       | Arden Junior Racing   | 30                          | 3                           | 0                           | 7                           | 12                          | 328                         | 5º                          |
| 2018     | Formula 4 ADAC             | Prema Theodore Racing | 8                           | 0                           | 0                           | 1                           | 0                           | 35                          | 12º                         |
| 2018     | Formula 4 italiana         | Prema Theodore Racing | 6                           | 0                           | 0                           | 0                           | 0                           | 9                           | 20º                         |
| 2018–19  | MRF Challenge Formula 2000 | MRF Racing            | 5                           | 0                           | 0                           | 0                           | 2                           | 50                          | 9º                          |
| 2019     | Euroformula Open           | Double R Racing       | 16                          | 0                           | 0                           | 0                           | 2                           | 79                          | 11º                         |
| 2019     | Formula 3 asiatica         | Hitech Grand Prix     | 15                          | 5                           | 1                           | 5                           | 13                          | 276                         | 2º                          |
| 2019–20  | Formula 3 asiatica         | Pinnacle Motorsport   | 15                          | 5                           | 4                           | 5                           | 10                          | 229                         | 2º                          |
| 2020     | FIA Formula 3              | HWA Racelab           | 18                          | 0                           | 0                           | 0                           | 0                           | 0                           | 26º                         |
| 2021     | FIA Formula 3              | Trident               | 20                          | 4                           | 2                           | 1                           | 7                           | 179                         | 2º                          |
| 2021     | FIA Formula 2              | MP Motorsport         | 6                           | 0                           | 0                           | 0                           | 0                           | 7                           | 19º                         |
| 2022     | FIA Formula 2              | Virtuosi Racing       | 28                          | 3                           | 3                           | 4                           | 6                           | 128                         | 6º                          |
| 2023     | Formula 1                  | Alpine F1 Team        | Terzo pilota e collaudatore | Terzo pilota e collaudatore | Terzo pilota e collaudatore | Terzo pilota e collaudatore | Terzo pilota e collaudatore | Terzo pilota e collaudatore | Terzo pilota e collaudatore |
| 2023     | FIA Formula 2              | Virtuosi Racing       | 25                          | 3                           | 2                           | 3                           | 5                           | 168                         | 3º                          |
| 2024     | Formula 1                  | Alpine F1 Team        | 1                           | 0                           | 0                           | 0                           | 0                           | 0                           | 24º                         |
| 2025     | Formula 1                  | Alpine F1 Team        | 6                           | 0                           | 0                           | 0                           | 0                           | 0                           |                             |

*Stagione in corso.

### Risultati in Euroformula Open
(legenda) (Le gare in grassetto indicano la pole position) (Le gare in corsivo indicano Gpv)
| Stagione | Team     | 1   | 2   | 3   | 4   | 5   | 6   | 7   | 8   | 9   | 10  | 11  | 12  | 13  | 14  | 15  | 16  | 17  | 18  | Punti | Pos. |
| -------- | -------- | --- | --- | --- | --- | --- | --- | --- | --- | --- | --- | --- | --- | --- | --- | --- | --- | --- | --- | ----- | ---- |
| 2019     | Double R | LEC | LEC | PAU | PAU | HOC | HOC | SPA | SPA | HUN | HUN | RBR | RBR | SIL | SIL | CAT | CAT | MNZ | MNZ | 79    | 11º  |
| 2019     | Double R | 9   | 9   | 12  | Rit | 2   | 7   | 4   | 4   | 16  | 7   | 2   | 13  |     |     | 15  | 10  | 10  | Rit | 79    | 11º  |

### Risultati in Formula 3 asiatica
(legenda) (Le gare in grassetto indicano la pole position) (Le gare in corsivo indicano Gpv)
| Anno    | Squadra             | 1   | 2   | 3   | 4   | 5   | 6   | 7   | 8   | 9   | 10   | 11   | 12   | 13   | 14   | 15   | Punti | Pos. |
| ------- | ------------------- | --- | --- | --- | --- | --- | --- | --- | --- | --- | ---- | ---- | ---- | ---- | ---- | ---- | ----- | ---- |
| 2019    | Hitech Grand Prix   | SEP | SEP | SEP | CHA | CHA | CHA | SUZ | SUZ | SUZ | SIC1 | SIC1 | SIC1 | SIC2 | SIC2 | SIC2 | 276   | 2º   |
| 2019    | Hitech Grand Prix   | 2   | 2   | 1   | 2   | 1   | 2   | 1   | 10  | 1   | 4    | 3    | 2    | 2    | 3    | 1    | 276   | 2º   |
| 2019-20 | Pinnacle Motorsport | SEP | SEP | SEP | DUB | DUB | DUB | YMC | YMC | YMC | SEP  | SEP  | SEP  | BUR  | BUR  | BUR  | 229   | 2º   |
| 2019-20 | Pinnacle Motorsport | 2   | 8   | 1   | 1   | 3   | 11  | 3   | Rit | 2   | 1    | 1    | 1    | 8    | 13†  | 2    | 229   | 2º   |

### Risultati in Formula 3
(legenda) (Le gare in grassetto indicano la pole position) (Le gare in corsivo indicano Gpv)
| Stagione | Team        | 1    | 2    | 3    | 4    | 5   | 6   | 7    | 8    | 9    | 10   | 11  | 12  | 13  | 14  | 15  | 16  | 17  | 18  | 19  | 20  | 21  | Punti | Pos. |
| -------- | ----------- | ---- | ---- | ---- | ---- | --- | --- | ---- | ---- | ---- | ---- | --- | --- | --- | --- | --- | --- | --- | --- | --- | --- | --- | ----- | ---- |
| 2020     | HWA Racelab | RBR1 | RBR1 | RBR2 | RBR2 | HUN | HUN | SIL1 | SIL1 | SIL2 | SIL2 | CAT | CAT | SPA | SPA | MNZ | MNZ | MUG | MUG |     |     |     | 0     | 26º  |
| 2020     | HWA Racelab | 14   | Rit  | 22   | 19   | Rit | 25  | 25   | 27   | 26   | 21   | 14  | 15  | 12  | Rit | 17  | 21  | 13  | 11  |     |     |     | 0     | 26º  |
| 2021     | Trident     | CAT  | CAT  | CAT  | LEC  | LEC | LEC | RBR  | RBR  | RBR  | HUN  | HUN | HUN | SPA | SPA | SPA | ZAN | ZAN | ZAN | SOC | SOC | SOC | 179   | 2º   |
| 2021     | Trident     | 17   | 8    | 2    | 7    | 5   | 1   | 3    | 7    | 27   | 9    | 13  | 3   | 12  | 1   | 1   | 6   | 18  | 4   | 15  | C   | 1   | 179   | 2º   |

### Risultati in Formula 2
(legenda) (Le gare in grassetto indicano la pole position) (Le gare in corsivo indicano Gpv)
| Stagione | Team                    | 1   | 2   | 3   | 4   | 5   | 6   | 7   | 8   | 9   | 10  | 11  | 12  | 13  | 14  | 15  | 16  | 17  | 18  | 19  | 20  | 21  | 22  | 23  | 24  | 25  | 26  | 27  | 28  | Punti | Pos. |
| -------- | ----------------------- | --- | --- | --- | --- | --- | --- | --- | --- | --- | --- | --- | --- | --- | --- | --- | --- | --- | --- | --- | --- | --- | --- | --- | --- | --- | --- | --- | --- | ----- | ---- |
| 2021     | MP Motorsport           | BHR | BHR | BHR | MON | MON | MON | BAK | BAK | BAK | SIL | SIL | SIL | MNZ | MNZ | MNZ | SOC | SOC | SOC | JED | JED | JED | YMC | YMC | YMC |     |     |     |     | 7     | 19º  |
| 2021     | MP Motorsport           |     |     |     |     |     |     |     |     |     |     |     |     |     |     |     |     |     |     | 11  | 5   | 13  | 11  | 8   | Rit |     |     |     |     | 7     | 19º  |
| 2022     | Virtuosi Racing         | BHR | BHR | JED | JED | IMO | IMO | CAT | CAT | MON | MON | BAK | BAK | SIL | SIL | RBR | RBR | PAU | PAU | HUN | HUN | SPA | SPA | ZAN | ZAN | MNZ | MNZ | YMC | YMC | 128   | 6º   |
| 2022     | Virtuosi Racing         | 10  | 10  | Rit | 9   | 11  | Rit | 6   | 2   | 7   | 4   | 11  | 13  | 1   | 9   | 3   | 19  | 4   | 5   | 1   | Rit | 2   | 1   | 9   | Rit | 7   | Rit | 7   | Rit | 128   | 6º   |
| 2023     | Invicta Virtuosi Racing | BHR | BHR | JED | JED | ALB | ALB | BAK | BAK | MON | MON | CAT | CAT | RBR | RBR | SIL | SIL | HUN | HUN | SPA | SPA | ZAN | ZAN | MNZ | MNZ | YMC | YMC |     |     | 168   | 3º   |
| 2023     | Invicta Virtuosi Racing | 11  | 16  | 7   | 2   | Rit | 8   | Rit | 15  | 6   | Rit | 5   | 6   | 7   | 4   | 3   | 4   | 10  | 1   | 5   | 1   | C   | Rit | 9   | 5   | 6   | 1   |     |     | 168   | 3º   |

### Risultati in Formula 1
| 2022 | Scuderia | Vettura |  |  |  |  |  |  |  |  |  |  |  |  |  |  |  |  |  |  |  |    |  |    |  |  | Punti | Pos. |
| ---- | -------- | ------- |  |  |  |  |  |  |  |  |  |  |  |  |  |  |  |  |  |  |  | -- |  | -- |  |  | ----- | ---- |
| 2022 | Alpine   | A522    |  |  |  |  |  |  |  |  |  |  |  |  |  |  |  |  |  |  |  | SP |  | SP |  |  |       |      |

| 2023 | Scuderia | Vettura |  |  |  |  |  |  |  |  |  |  |  |  |  |  |  |  |  |  |    |  |  |    |  |  | Punti | Pos. |
| ---- | -------- | ------- |  |  |  |  |  |  |  |  |  |  |  |  |  |  |  |  |  |  | -- |  |  | -- |  |  | ----- | ---- |
| 2023 | Alpine   | A523    |  |  |  |  |  |  |  |  |  |  |  |  |  |  |  |  |  |  | SP |  |  | SP |  |  |       |      |

| 2024 | Scuderia | Vettura |  |  |  |  |  |  |  |  |    |  |  |    |  |  |  |  |  |  |  |  |  |  |  |    | Punti | Pos. |
| ---- | -------- | ------- |  |  |  |  |  |  |  |  | -- |  |  | -- |  |  |  |  |  |  |  |  |  |  |  | -- | ----- | ---- |
| 2024 | Alpine   | A524    |  |  |  |  |  |  |  |  | SP |  |  | SP |  |  |  |  |  |  |  |  |  |  |  | 15 | 0     | 24º  |

| 2025 | Scuderia | Vettura |     |    |    |    |    |     |  |  |  |  |  |  |  |  |  |  |  |  |  |  |  |  |  |  | Punti | Pos. |
| ---- | -------- | ------- | --- | -- | -- | -- | -- | --- |  |  |  |  |  |  |  |  |  |  |  |  |  |  |  |  |  |  | ----- | ---- |
| 2025 | Alpine   | A525    | Rit | 13 | 15 | 14 | 17 | Rit |  |  |  |  |  |  |  |  |  |  |  |  |  |  |  |  |  |  | 0     |      |

| Legenda | 1º posto     | 2º posto | 3º posto    | A punti         | Senza punti/Non class.  | Grassetto – Pole position Corsivo – Giro più veloce Apice – Risultato Sprint (A punti) |
| Legenda | Squalificato | Ritirato | Non partito | Non qualificato | Solo prove/Terzo pilota | Grassetto – Pole position Corsivo – Giro più veloce Apice – Risultato Sprint (A punti) |